# 海南鰶
海南鰶（学名：Hainania serrata，锯齿海南䱗）为輻鰭魚綱鯉形目鯝科海南鰶屬的其中一種鱼类。分布於亞洲中國及越南淡水、半鹹水水域，本魚體色淺灰色背面與銀白色腹部，腹面狹窄，頭部長而尖、嘴大、唇細、眼大、鰓孔大，體長可達13公分，棲息在中底層水域，生活習性不明。该物种的模式产地在海南岛。